# 奥勒斯河
奥勒斯河（法語：Oreuse，法語發音：[ɔʁøz]）是法国勃艮第-弗朗什-孔泰大区约讷省的河流，是約訥河的支流，长17.1千米。